# Atherinella pallida
Atherinella pallida is een straalvinnige vissensoort uit de familie van koornaarvissen (Atherinopsidae). De wetenschappelijke naam van de soort is voor het eerst geldig gepubliceerd in 1944 door Fowler.